# 函南町立西小学校
函南町立西小学校（かんなみちょうりつ にししょうがっこう）は、静岡県田方郡函南町間宮にある公立小学校。

## 沿革
- 1979年（昭和54年）
  - 4月1日 - 開校[1]。
  - 10月29日 - 校舎落成式[1]。
- 1980年（昭和55年）
  - 3月19日 - 第1回卒業式[1]。
  - 6月28日 - プール竣工[1]。
- 1981年（昭和56年）3月16日 - 屋内運動場竣工[1]。
- 1982年（昭和57年）6月30日 - 防球ネット設置[1]。
- 1983年（昭和58年）
  - 3月12日 - ブロンズ像「大空」建立[1]。
  - 10月1日 - 友愛の池完成[1]。
- 1984年（昭和59年）
  - 2月27日 - 学びの像建立[1]。
  - 12月13日 - 小鳥小屋完成[1]。
- 1985年（昭和60年）3月1日 - 校章額・校歌額掲示[1]。
- 1986年（昭和61年）
  - 2月24日 - 藤棚、砂場設置[1]。
  - 2月28日 - 校歌碑建立[1]。
- 1987年（昭和62年）3月9日 - 仲よし像建立[1]。